# Ezequiel Zamora (Cojedes)
Ezequiel Zamora is een gemeente in de Venezolaanse staat Cojedes. De gemeente telt ca. 108.000 inwoners. De hoofdplaats van de gemeente is de stad San Carlos.